# Naklik
Naklik is een plaats in het Poolse district  Biłgorajski, woiwodschap Lublin. De plaats maakt deel uit van de gemeente Potok Górny en telt 458 inwoners.